# Ricardo Winter
Ricardo Winter (nacido en Surinam) es un exfutbolista y entrenador surinamés. Dirigió a la selección de Surinam en las rondas preliminares de las Copas del Caribe de 2010 y 2012.
Previamente había sido técnico del SV Robinhood de la Primera división de Surinam, consiguiendo el campeonato en la temporada 2004-05.

## Carrera (entrenador)
| Club                           | País    | Año       |
| ------------------------------ | ------- | --------- |
| SV Robinhood                   | Surinam | 2004–2005 |
| Selección de fútbol de Surinam | Surinam | 2009–2010 |
| SV Excelsior                   | Surinam | ? - 2012  |
| Selección de fútbol de Surinam | Surinam | 2012      |

## Palmarés (entrenador)

### Campeonatos nacionales
| Título          | Club         | País    | Temporada |
| --------------- | ------------ | ------- | --------- |
| SVB-hoofdklasse | SV Robinhood | Surinam | 2004-05   |